# Luís Filipe, Príncipe de Condé
Luís Filipe Maria Leopoldo de Orléans (em francês:  Louis Philippe Marie Léopold d'Orléans; Saint-Cloud, 15 de novembro de 1845 – Sydney, 24 de maio de 1866), foi uma príncipe francês da Casa de Orléans e Príncipe de Condé. Ele foi o primeiro membro de uma Casa Real a visitar o Continente australiano.

## Biografia

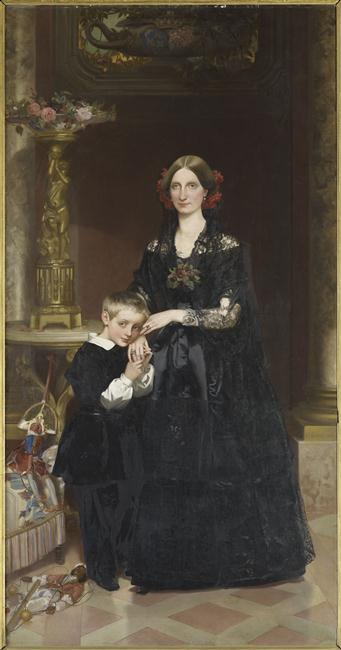
Luís Filipe com sua mãe Maria Carolina em 1851, por Victor Mottez.

### Primeiros anos
Luís Filipe nasceu em 15 de novembro de 1845 no Castelo de Saint-Cloud, o filho mais velho de Henrique, Duque de Aumale e sua esposa, a princesa Carolina Augusta das Duas Sicílias. Ele recebeu o título de Príncipe de Condé, originalmente nascido na Casa de Bourbon-Condé; no entanto, com a morte de Luís Henrique, Príncipe de Condé, ele morreu. Com referência ao mais famoso portador do título, "o Grande Condé", o jovem Luís Filipe recebeu o apelido de "o Pequeno Condé".
Após a eclosão da Revolução francesa de 1848, ele e sua família foram para o exílio na Inglaterra. Mais tarde, ele frequentou a Royal High School, em Edimburgo, onde foi ensinado por Leonhard Schmitz.

### Viagem à Austrália
Quando Luís Filipe tinha 20 anos, seu pai organizou uma turnê mundial de 18 meses para ele. Na visão de seu pai, uma jornada pelos climas além das fronteiras da Europa melhoraria sua saúde debilitada. Junto com seu médico, Paul Gingeot, e seu primo, o príncipe Fernando de Orléans, Duque de Alençon, Luís Filipe começou sua jornada em 04 de fevereiro de 1866 em Southampton na Mongólia, um navio de passageiros propriedade da British linha de transporte, Peninsular e navegação a vapor Oriental Empresa (P & O). O itinerário era levá-lo ao Egito, Ceilão, Austrália, Nova Zelândia, Java, China, Japão e Índia. Luís Filipe estava especialmente interessado na Austrália; ele era fascinado por sua natureza exótica. 
Como o Canal de Suez ainda não havia sido concluído em 1866, após sua chegada a Alexandria, ele viajou de trem via Cairo até Suez e embarcou em um navio menor para se juntar ao Bengal, outro navio de passageiros da P & O, no qual Luís Filipe e Gingeot continuou sua jornada. Seu primo Fernando, deixou o grupo no Egito para ir a Manila. Depois de uma curta estadia no Ceilão, eles continuaram suas viagens no transatlântico P & O, em Bombaim. 
Em 8 de abril, o Bombaim chegou ao King George Sound, uma baía na costa sudoeste da Austrália Ocidental. Luís Filipe desembarcou em Albany, acompanhado por um rico empresário de Queensland, e lá se encontrou, entre outros, com o chefe do magistrado de Albany, Sir Alexander Campbell. 
Em 13 de abril, o Bombaim entrou no porto de Melbourne. Luís Filipe, que queria chegar a Sydney o mais rápido possível, decidiu visitar a cidade em sua viagem de volta. O Bombaim continuou ao longo das colônias do sul da Austrália, Victoria e Nova Gales do Sul, além de Cabo Howe e dos Alpes australianos. 
Em 16 de abril de 1866, o Bombaim empatou em Baía de Sydney. Luís Filipe ficou muito impressionada com a cidade e a comparou a cidades antigas do mundo inteiro. 

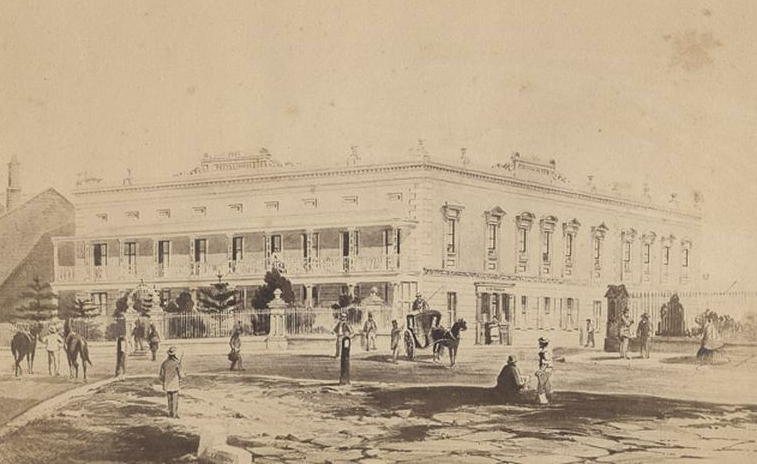
Petty's Hotel, a última residência do Príncipe de Condé.

Embora várias pessoas, incluindo o governador de Nova Gales do Sul, Sir John Young, tenham oferecido melhores acomodações a Luís Filipe e seus companheiros de viagem, ele decidiu ficar no Petty's Hotel, em Church Hill. Nas cinco semanas seguintes, Luís Filipe, cuja saúde melhorou notavelmente, foi a várias ocasiões sociais, visitou a Universidade de Sydney, o Museu Australiano, o Reais Jardins Botânicos de Kew e o Sydney Hospital, durante os quais se encontrou com dignitários locais como Edward Deas Thomson, o Chanceler da Universidade de Sydney, e Charles Moore, diretor do Jardim Botânico. Outras excursões levaram-no a Parramatta, Windsor e Kurrajong.

### Morte e enterro
Em 12 de maio de 1866 ele recebeu a notícia da morte de sua avó, Maria Amélia de Nápoles e Sicília, que o afetou gravemente e isso, junto com um resfriado, que ele pegou durante sua viagem em Manly, fez sua saúde piorar visivelmente. O Dr. Gingeot ordenou que ele descansasse, mas Luís Filipe o ignorou. 
Após uma melhora de curta duração, sua saúde se deteriorou rapidamente, de modo que o Dr. Gingeot buscou a opinião de um segundo médico. Na noite de 24 de maio, o Luís Filipe morreu em Sydney, na presença do Dr. Gingeot, seu criado e arquidiácono McEnroe, que administrou os últimos sacramentos. Em sua morte, o título de Príncipe de Condé morreu por um segundo e último tempo. 

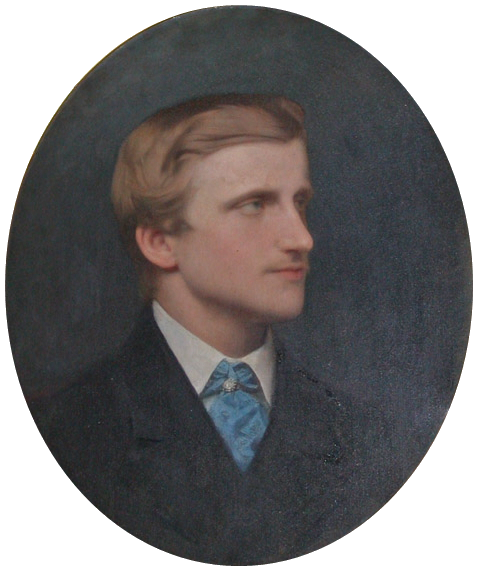
Retrato de Luís Filipe por Charles Jalabert.

O funeral aconteceu em 29 de maio de 1866. Uma longa procissão, liderada pelo bispo Aloys Elloy e cerca de 20 clérigos, acompanhou o caixão do Petty's Hotel à Catedral de Santa Maria. Muitas empresas em Sydney fecharam durante o funeral e os consulados baixaram suas bandeiras para meio mastro. 
Dois mil assistiram à missa de réquiem na Catedral de Santa Maria. Porque o arcebispo John Bede Polding estava em Roma na época, ele foi representado no serviço por Aloys Elloy. Após o término do culto, o caixão e o recipiente de prata que continha o coração de Luís Filipe foram levados para bordo da Estrela do Mar, ancorada no Circular Quay. Em 2 de junho de 1866, o navio partiu para Londres com os restos de Luís Filipe. Também a bordo estavam o Dr. Gingeot e o séquito do príncipe. A Estrela do Mar chegou a Londres em 11 de setembro de 1866. 
Após o fim do Segundo Império Francês e da Comuna de Paris, a família de Luís Filipe retornou à França em 1871, quando foi exilada na Inglaterra. Em 1885, a urna que continha os corações dos Príncipes de Condé foi colocada na capela do Castelo de Chantilly. Aqui também está o lugar de descanso final do coração de Luís Filipe.
Seus restos mortais estão em Capela real de Dreux, em Dreux.

### Legado
Luís Filipe é lembrado principalmente por sua visita à Austrália. Ele foi o primeiro membro de uma casa real a visitar o continente australiano. A primeira visita de um membro da família real britânica foi em 1867 pelo príncipe Alfredo, Duque de Saxe-Coburgo-Gota, que chegou à Austrália em outubro daquele ano e permaneceu lá por cinco meses.